# José Patiño
José Patiño Rosales (ur. 11 kwietnia 1666 w Mediolanie, zm. 3 listopada 1736) – hiszpański polityk, sekretarz floty indyjskiej, intendent kilku prowincji, pod koniec swojego życia pełnił funkcję podobną do dzisiejszych premierów.

## Dzieciństwo
Jego ojciec, Don Lucas Patiño de Ibarra, Señor de Castelar, pochodzący z Galicji był członkiem rady w Księstwie Mediolanskim, należącym wówczas do Hiszpanii. Pełnił tam również funkcję inspektora armii. Jego matką była Beatrice de Rosales y Facini.
Rodzina Patiño mocno wsparła sprawę Burbonów podczas Wojny o sukcesję hiszpańską. Jego brat Baltasar Patiño, markiz Castelar, był dyplomatą a jego syn Lucas generałem. José Patiño miał być przeznaczony do stanu duchownego, lecz w 1700 roku, gdy Filip V został królem Hiszpanii, Jose otrzymał stanowisko w senacie Mediolanu. Księstwo zostało dla Hiszpanii stracone i od 1707 Jose przeszedł do służby króla na Półwyspie Iberyjskim.

## Kariera
Podczas wojny o sukcesję hiszpańską był intendentem prowincji Estremadura, a potem od 1711 do 1718 Katalonii. W 1717 roku został intendentem floty, reorganizowanej na wzór francuski. Patiño założył w Kadyksie (1717) nowe centrum dowodzenia flotą wojenną, które nazwano Arsenal de la Carraca.
Kardynał Giulio Alberoni chwalił jego pracowitość, choć niespecjalnie go lubił. Patiño był znany z italianizów w mowie i czasem za to krytykowany.
Patiño skrycie nie aprobował polityki Alberoniego wspieranej przez małżonkę królewską, Lisabettę Farnese, która dążyła do wykorzystania potęgi Hiszpanii w celu odzyskania ziem utraconych we Włoszech. Patiño przewidział upadek tej polityki, lecz na razie musiał ją akceptować, tym bardziej że to jemu przypadło organizowanie wypraw zbrojnych na Sardynię, Sycylię i Ceutę między 1718 a 1720 rokiem. Stał się znany na dworze, gdy pełnił obowiązki komisarza kontrolującego postępy w działaniach wojennych w 1721, kiedy koalicja państw europejskich z Francją na czele usiłowała wymusić rezygnację Hiszpanii z polityki włoskiej poprzez wtargnięcie do Nawarry, gdzie pełnił swą służbę Patiño.

## „Premier”
Dopiero w 1726 roku, król naprawdę mu zaufał. Patiño i jego brat, markiz Castelar, byli głównymi przeciwnikami awanturniczej polityki zagranicznej belgijskiego barona Ripperdy. Gdy wpływ barona skończył się, Patiño został szefem sekretariatu Marynarki i Indii, a potem sekretariatu finansów.
Zorganizował w roku 1731 armię, która zajęła księstwo Parmy i Wielkie Księstwo Toskanii, w roku zaś 1732 flotę i załogę zbrojną, która ruszyła na Oran i Mazalquivir, pirackie bazy w kraju Maghrebu w Afryce Północnej.
Od 21 listopada 1734 do śmierci Patiño pełnił funkcję podobną do dzisiejszych premierów. W latach 1738–1739 usiłował bez powodzenia złagodzić spory handlowe z Wielką Brytanią, która w 1739 roku wypowiedziała Madrytowi wojnę.